# シンプレクス・インベストメント・アドバイザーズ
株式会社シンプレクス・インベストメント・アドバイザーズ（Simplex Investment Advisors Inc.）はかつて存在した不動産関連事業を営むグループの持株会社。東京都に本社を置いていた。
2015年12月1日、ヒューリック株式会社に吸収合併され解散した。
以前は日興コーディアルグループの関連会社で、後に米国の投資顧問会社であるエートス・キャピタルの傘下となった。シンプレクス（旧シンプレクス・ホールディングス）は、設立母体ではあるが、その後資本関係はなくなった。

## 沿革
- 2002年6月 - 日興コーディアル証券（当時）とシンプレクス・ホールディングスが、不動産投資顧問業を事業目的に設立。
- 2004年 - 日本製鋼所が不動産証券化した府中Jタワーの信託受益権を約200億円で買収。当社の旗艦物件となる。
- 2005年6月 - 東京証券取引所マザーズ上場。
- 2007年11月 - 株式公開買い付けにより、合同会社光明（ゴールドマン・サックス系列会社とエートス・キャピタル系列会社が共同で設立した買収目的会社）が筆頭株主になる。
- 2008年3月1日 - 不動産投資顧問事業をシンプレクス不動産投資顧問株式会社に吸収分割により承継。
- 2008年3月9日 - 合同会社光明の完全子会社となり、上場廃止。
- 2011年2月 - エートス系列会社が増資を行うとともに、ゴールドマン・サックス系列会社より全株式を取得。エートス系列が単独株主となる。
- 2013年6月 - J-REITのSIA不動産投資法人をスポンサーとして設立。
- 2013年10月9日 - SIA不動産投資法人が東京証券取引所J-REIT市場に上場。
- 2013年10月10日 - 府中Jタワーなどの信託受益権をSIA不動産投資法人に売却。
- 2015年11月30日 - エートス系列の親会社である合同会社SIAキャピタルが、当社の子会社であるシンプレクス不動産投資顧問株式会社及び株式会社シンプレクス・リート・パートナーズの全株式を取得。SIAキャピタルと合同会社芝浜（種類株式のみ保有）は当社を含む3社の全株式をヒューリック株式会社に売却。なおシンプレクス不動産投資顧問株式会社及び株式会社シンプレクス・リート・パートナーズの全株式と、SIA不動産投資法人の全投資口は、みずほ信託銀行子会社への再譲渡が前提[1][2]。
- 2015年12月1日 - ヒューリック株式会社に吸収合併され解散[3]。

## 子会社
- シンプレクス不動産投資顧問株式会社
- 株式会社シンプレクス・リート・パートナーズ